# Bertus Leerkes
Heribertus Antonius (Bertus) Leerkes (Vaassen, 22 augustus 1922 - Enschede, 10 augustus 2000) was een Nederlandse politicus. Namens de ouderenpartij Unie 55+ was hij van 1994 tot 1998 lid van de Tweede Kamer. Hij was in die periode het oudste Nederlandse Kamerlid.

## Biografie
Leerkes was voor zijn politieke loopbaan werkzaam in de gezondheidszorg, onder meer als verpleger en als hoofd ambulancedienst. Bij de Tweede Kamerverkiezingen 1994 kwam hij namens de Unie 55+ in de Kamer. Hij woonde de eerste tijd nadat hij Tweede Kamerlid was geworden in een caravan op een camping in Rijnsburg. Als eenmansfractie genoot hij meer aanzien dan de zes leden van het Algemeen Ouderen Verbond (AOV), die gelijktijdig in de Kamer waren gekomen en vooral opvielen door onderling gekibbel. Leerkes kon in de debatten humoristisch uit de hoek komen, en sprak in een gewone begrijpelijke taal, wars van allerlei dure uitdrukkingen. Hij kwam in het parlement op voor de belangen van minder-draagkrachtigen. Leerkes vond daarom dat hij zich niet de luxe kon permitteren van een duur appartement in Den Haag. De bejaarde politicus vond een alternatief op een camping in Rijnsburg, waarvandaan hij enige tijd heen en weer fietste naar Den Haag.
Voor de Tweede Kamerverkiezingen 1998 was er sprake van dat de op dat moment 75-jarige Leerkes lijsttrekker zou worden van de fusiepartij AOV/Unie 55+. Na overleg met zijn familie bedankte hij echter voor die functie, en gaf hij aan na de verkiezingen niet meer terug te willen komen. Een jaar eerder was zijn vrouw overleden, en Leerkes wilde meer tijd aan zijn kinderen en kleinkinderen besteden. Een van zijn kinderen is de zangeres en gitariste/violiste Edith Leerkes. In 2000 overleed hij.

## Uitspraken
- Naar aanleiding van de troonrede en miljoenennota in 1994 zei hij dat hij nog nooit anders gehoord had dan dat de economische toestand zorgelijk was. Hij had, zo zei hij, nog nooit gehoord: "Beste mensen, neem het er maar eens goed van. We gaan goede tijden tegemoet."
- "Dan hoor je Kok in het justitiedebat zeggen 'noblesse oblige'. Heel Nederland rent naar de boekenkast om het op te zoeken. In het Nederlandse woordenboek kunnen ze het niet vinden, het staat in het Franse woordenboek: 'adel verplicht', maar dan nog weet niemand waar hij het over heeft. Of dan hebben ze het over een 'majeur probleme'. Waarom zeggen ze niet gewoon 'groot probleem'? Ik erger me daaraan."

- Biografisch Portaal: 14383343
- International Standard Name Identifier: 0000 0003 9351 9444
- Nederlandse Thesaurus van Auteursnamen: 166279773
- Parlement.com: vg09lllfdnqf
- Virtual International Authority File: 287786638
- WorldCat: E39PBJxrXq3rPPqVj4C98pTCQq